# マルジーン・イラウア
マルジーン・イラウア（Malgene Ilaua、1993年6月5日 - ）は、ジャパンラグビーリーグワン静岡ブルーレヴズに所属するラグビーユニオン選手。

## プロフィール
- ニュージーランド・オークランド出身。
- ポジションはフランカー(FL)、ナンバーエイト(No.8)。
- 身長 186 cm、体重 108 kg
- ニックネームはGene、Olando。
- 日本代表キャップは7。（2017年5月現在）

## 略歴
4歳からラグビーを始めた。
2012年、ケルトンボーイズ高校卒業後、帝京大学に入る。なお帝京大学時代の同級生には浅堀航平、荒井康植、石垣航平、伊藤玖祥、金田瑛司、坂手淳史、濱野大輔、深村亮太、森谷圭介らがいる。
2016年、帝京大学卒業後、東芝ブレイブルーパス(現・東芝ブレイブルーパス東京)に加入。同年8月27日に行われたジャパンラグビートップリーグ第1節のクボタスピアーズ戦に先発出場で公式戦初出場を果たした。また同年11月5日に行われたリポビタンDチャレンジカップ2016アルゼンチン戦にて途中出場で日本代表初キャップを獲得し、同年12月にはスーパーラグビーサンウルブズの2017年スコッドに入った。
2017年、清水建設ブルーシャークス(現・清水建設江東ブルーシャークス)に加入。
2018年7月30日付清水建設ブルーシャークス退団。
2019年、カウンティーズ・マヌカウに加入。
2020年、コカ・コーラレッドスパークスに加入。
2021年、静岡ブルーレヴズに加入。